# لادرايلار
بلدية لادرايلار (بالإسبانية: Ladrillar)‏، هي بلدية تقع في مقاطعة قصرش والتي تقع في منطقة إكستريمادورا، غرب إسبانيا.
يبلغ عدد سكانها 298 نسمة وفقاً لإحصائية سنة (2002).